# Michel Parès
Pour les articles homonymes, voir Parès.
Michel Parès, né le 2 août 1887 à Rivesaltes (Pyrénées-Orientales) et mort le 3 novembre 1966 à Paris, est un homme politique français.

## Biographie
Né à Rivesaltes, Michel Parès se fixe à Oran où il exerce la profession d'avocat. 
La guerre mondiale lui vaut la Croix de guerre 1914-1918 (France) et la Légion d'honneur. Déjà conseiller municipal d'Oran, le décès du docteur Jules Molle, député de la 1re circonscription d'Oran, lui donne l'occasion de se présenter à l'élection législative partielle du 22 mars 1931. Sur 27304 inscrits et 19024 votants, il recueille 10393 voix contre 6689 au candidat socialiste Dubois, directeur d'école et 1641 à Gandolphe.
Inscrit au groupe de la fédération républicaine présidé par Louis Marin, Michel Parès fait partie de la commission de législation civile et criminelle.
De nouveau candidat aux élections générales de mai 1932, il arrive en tête au premier tour de scrutin avec 8.698 voix sur 21.124 votants et 29.853 inscrits, devant le socialiste Dubois, (6166 voix), le républicain de gauche Navarro (3800 voix), le radical-socialiste Chabert, radical-socialiste (2040 voix) et le communiste Terrecillas (420 voix). Le second tour confirme son succès et il est élu avec 10981 voix contre 9879 à Dubois et 1411 à Navarro, sur 22482 votants.
Membre des commissions de l'Algérie et des colonies, de la marine militaire et des boissons, puis des commissions de législation civile et criminelle et des travaux publics, il dépose de nombreuses propositions de loi en faveur des sinistrés de Tunisie, des entrepreneurs de défrichement victimes de la loi de 1932 sur la viticulture, protégeant la marine marchande augmentant le nombre des conseillers à la Cour d'appel d'Alger, étendant la compétence des juges de paix en Algérie.
Michel Parés rédige beaucoup de rapports sur des textes concernant l'Algérie : fonds commun des sociétés indigènes de prévoyance, secours et prêts mutuels, classement et construction de routes sur décision du gouvernement général, agrandissement vers l'Ouest du port d'Oran, conservation des postes militaires pour la défense des côtes et la sécurité de la navigation, etc..
Il interpelle le gouvernement sur la protection des viticulteurs français contre la concurrence étrangère et sur les restrictions arbitraires apportées par le ministère de l'Education nationale à la liberté de l'enseignement dans les lycées et collèges.
Il intervient souvent, et notamment au sujet du projet concernant la viticulture et le commerce des vins en 1933 où il défend les intérêts des producteurs algériens lésés par les interdits de production et les importations étrangères. Il soutient le projet portant organisation et défense du marché du blé et celui destiné à l'assainissement du marché des vins.
Il ne se représente pas aux élections générales de 1936 et son siège passe à son adversaire de 1931 et 1932, le socialiste Dubois.
Il reçoit la Francisque.
En 1944, il est nommé conseiller général de la Seine (département) pour le 4ème arrondissement de Paris (Quartier de l'Arsenal). 
À la suite de son décès survenu le 3 novembre 1966, Michel Parès est inhumé à Autignac dans le caveau de la famille Alcide Pastre, sa belle-famille.

## Distinctions
- Croix de guerre 1914-1918
- Ordre de la Francisque
- Officier de la Légion d'honneur (1951)

### Sources
- « Michel Parès », dans le Dictionnaire des parlementaires français (1889-1940), sous la direction de Jean Jolly, PUF, 1960 [détail de l’édition]